# Качала Тамара Миколаївна
Тамара Миколаївна Качала (* 17 жовтня 1963, м. Золотоноша Черкаської області) — доктор економічних наук, професор, заслужений економіст України, ректор Черкаського державного технологічного університету (2014-2015 рр.), академік Академії економічних наук України, дійсний член Міжнародної Академії науки і практики організації виробництва, член Європейсько-Середземноморської академії бізнесу.

## Біографічні відомості
Народилася 17 жовтня 1963 р. в м. Золотоноша Черкаської області. У 1981 р. закінчила із золотою медаллю Золотоніську середню школу № 5.
У 1985 р. з відзнакою закінчила Полтавський кооперативний інститут, у 1995 р. — аспірантуру Академії народного господарства ім. Г. Плеханова (м. Москва). Кандидат економічних наук (1997 р.), доцент (2002 р.). Доктор економічних наук (2002 р.), професор (2003 р.).
З 19 травня 2014 р. по 19 червня 2015 р. — ректор Черкаського державного технологічного університету. Повноваження припинені достроково, шляхом розірвання контракту за ініціативою Міністерства освіти і науки України. 

## Наукова та міжнародна діяльність
Брала участь більш ніж у 60-ти науково-практичних конференціях, у тому числі 50-ти міжнародних.
Із 2010 р. — член Президії ради проректорів з наукової роботи ВНЗ IV рівня акредитації. Засновник і керівник наукової школи «Регіональні особливості соціально-економічного розвитку України».
Керівник (від української сторони) міжнародної програми «Розвиток підприємницьких структур в українських університетах» з підтримки трансферу технологій для підприємницької діяльності у рамках проекту TEMPUS-TASIS PROJECT (2008–2009 рр.). Учасник проекту «Офіс спільної підтримки сприяння інтеграції України до європейського дослідницького простору» (2009–2011 рр.). Регіональний менеджер міжнародної програми «Лідерство та управління змінами» в рамках TEMPUS IV PROJECT (2013–2015 рр.).
Під науковим керівництвом Т. М. Качали захищено 11 кандидатів та 5 докторів економічних наук.

## Нагороди, відзнаки, почесні звання
Заслужений економіст України, нагороджена Орденом княгині Ольги ІІІ ступеня, Грамотою Верховної ради України (2010 р.) — за заслуги перед Українським народом, нагрудними знаками Міністерства освіти і науки України: «Відмінник освіти України» (2007 р.), «За наукові досягнення» (2008 р.); Почесною грамотою Черкаської обласної державної адміністрації (2013 р.), Грамотою Головного управління освіти і науки Черкаської облдержадміністрації (2006 р.), а також відзнакою «Найкращий учений» International Science and Education Competition. Oxford (Велика Британія, 2013 р.), медаллю «За наукові заслуги» Вищої школи маркетингового управління та загальних мов м. Катовіце (Польща, 2011 р.).

## Наукові праці
Автор (співавтор) понад 250 наукових праць, з них 11 — у наукових періодичних виданнях інших держав та наукових виданнях, які включені до міжнародних наукометричних баз даних; 27 монографій (із них 4 — одноосібних); 7 підручників і навчальних посібників із грифом Міністерства освіти і науки України; 25 методичних рекомендацій.